# Petite Montagne du Jura
La Petite Montagne du Jura est une région naturelle située dans le sud-ouest du massif du Jura, localisée entre le Revermont à l'ouest, le département de l'Ain au sud et le Haut-Jura à l'est, dont elle est séparée par les gorges de l'Ain.

## Géographie

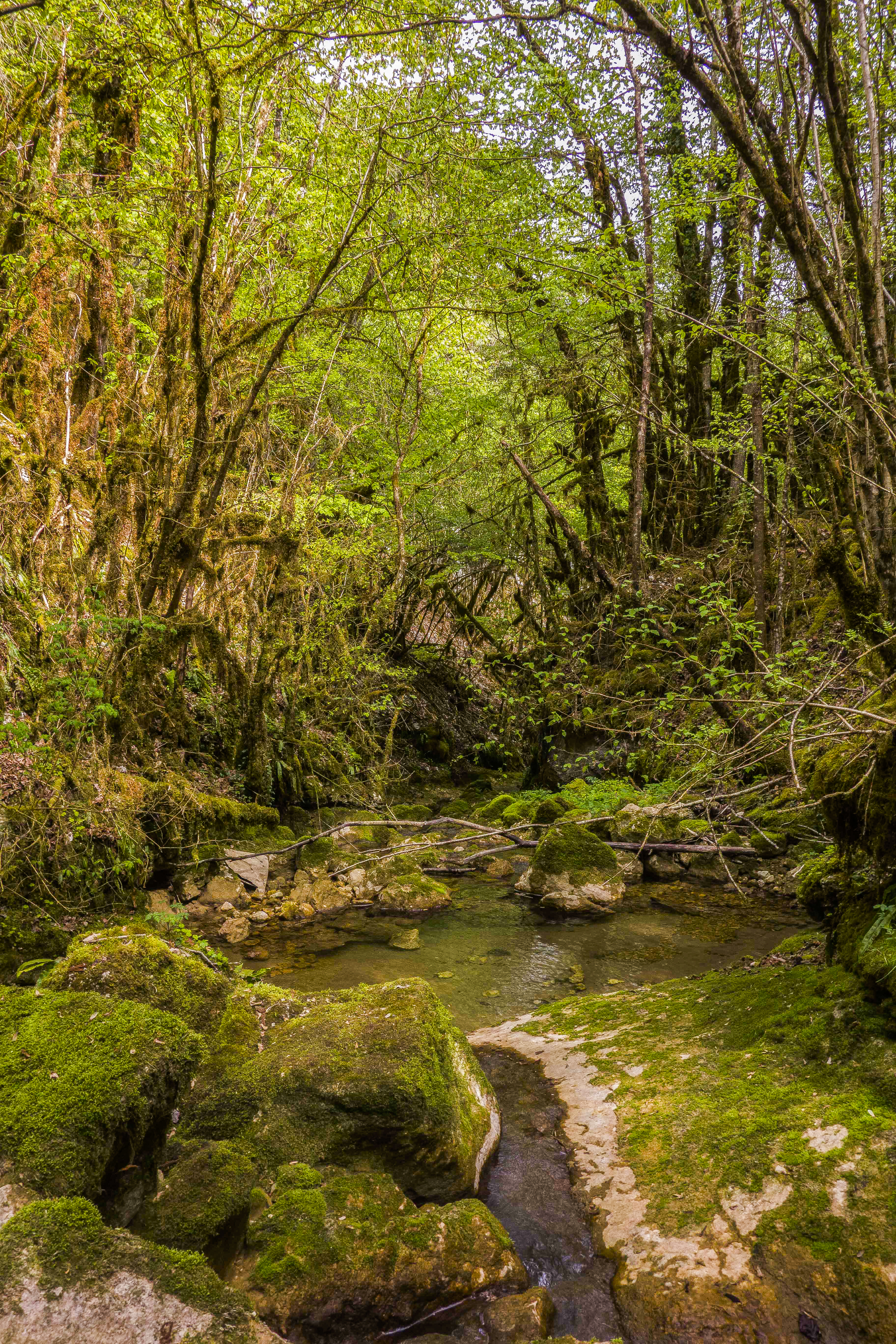
Ruisseau Lantenne.

La Petite Montagne fait partie intégrante du massif jurassien, son altitude varie de 400 à 841 m. Le relief est assez tourmenté car les plateaux sont profondément entaillés par la Valouse, un petit cours d'eau qui se jette dans l'Ain, son principal affluent, le Valouson, et par un autre affluent de l'Ain, le Suran.
La Petite Montagne s'étend sur les cantons d'Arinthod, Orgelet et Saint-Julien-sur-Suran, c'est un secteur particulièrement intéressant sur les plans écologique et biologique, protégé dans le cadre du Réseau Natura 2000.

## Économie
Autrefois, la Petite Montagne était essentiellement agricole, et l'hiver, chaque paysan pratiquait la tournerie sur bois. De nos jours, l'artisanat du bois tend à disparaître, parfois remplacé par l'industrie plastique (comme Smoby à Arinthod).
L'agriculture produit de la viande porcine et bovine, et surtout du lait destiné à la fabrication du fromage d'appellation d'origine contrôlée Comté, élaboré dans les fruitières des chefs-lieux de canton et d'Aromas. 

## Lieux et monuments
- Église romane du XIe siècle à Saint-Hymetière
- Abbaye de Gigny
- Pont des Vents (Montfleur) (Monument historique)
- Moulin du Pont des Vents (Écomusée)
- Château et chapelle de Dramelay
- Cascade de la Quinquenouille
- Pont médiéval sur le Dard
- Caborne du Bœuf (grotte)
- Château du Pic d'Oliferne
- Cirque de la pierre Enon (Mégalithe)
- Barrage et lac de Vouglans
- Lac de Viremont
- Barrage et lac de Coiselet

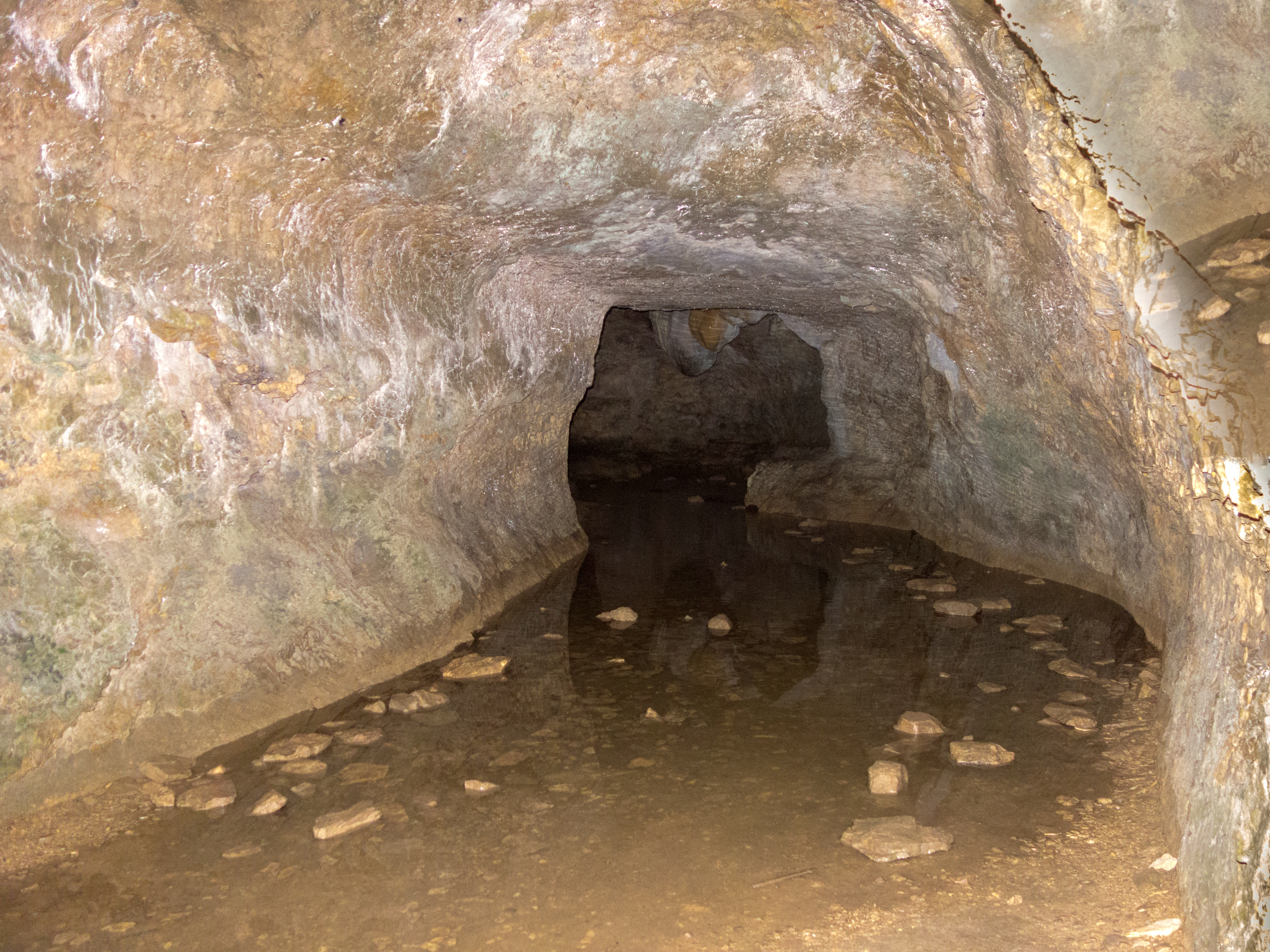
Caborne du Bœuf.
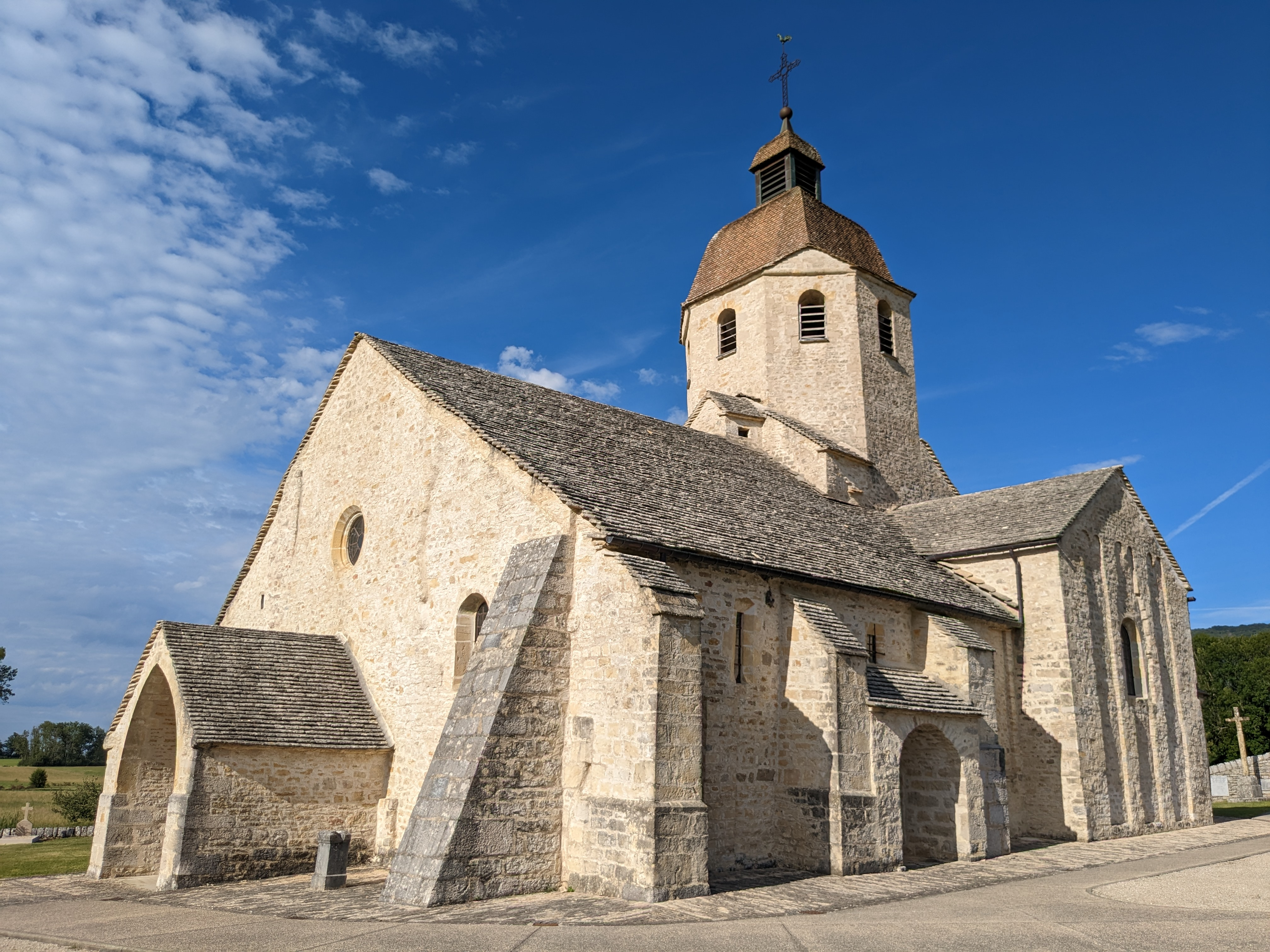
Église de Saint-Hymetière.
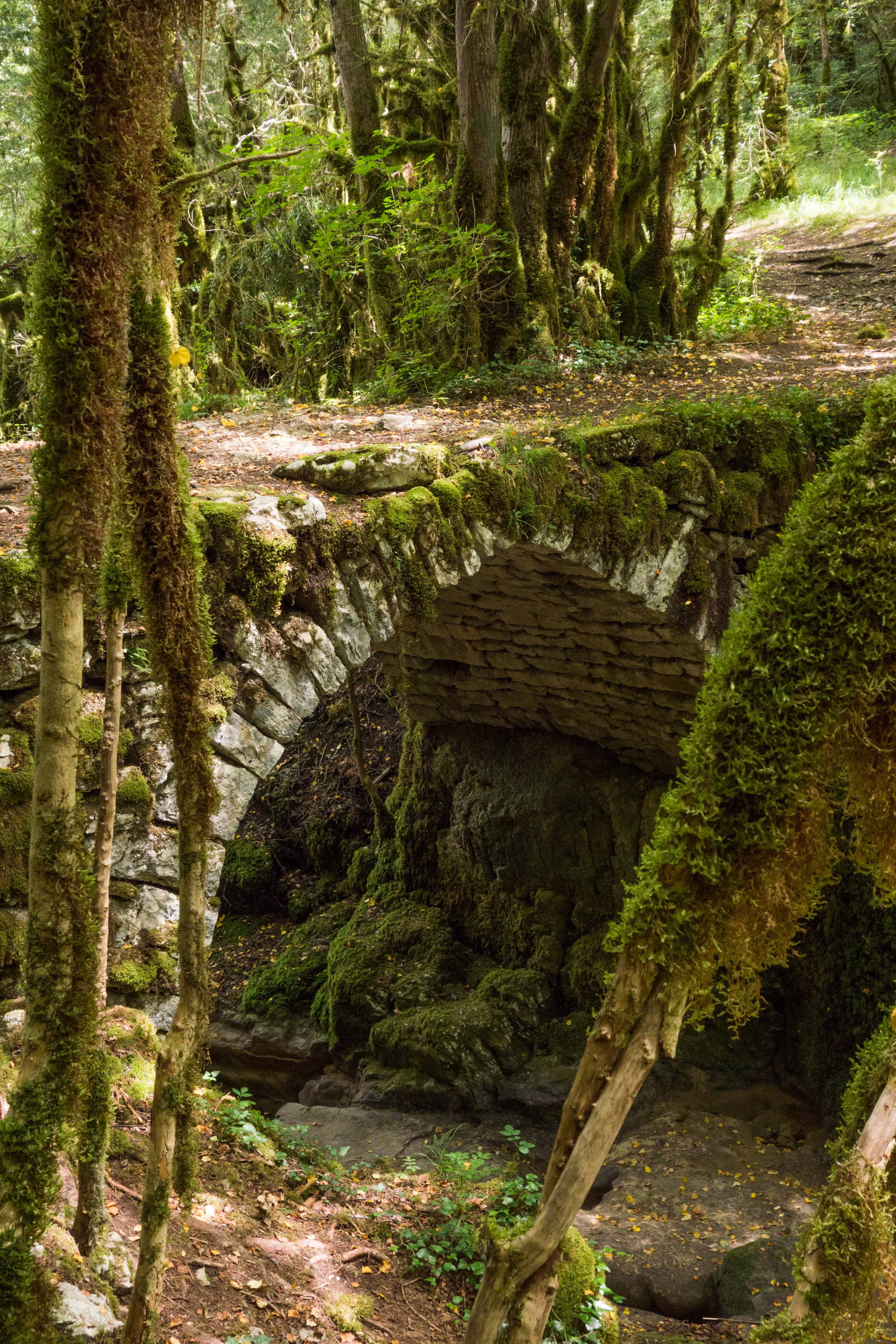
Pont médiéval de la Pie sur le Dard.